# ウィリアム・フロイド
ウィリアム・フロイド（英:William Floyd、1734年12月17日-1821年8月4日）は、アメリカ合衆国ニューヨークの代表として、アメリカ独立宣言に署名した者の一人である。
フロイドはニューヨーク、ロングアイランドのブルックヘイブンで生まれ、父が死んだ時に家族の農園を継いだ。アメリカ独立戦争の初期にサフォーク郡民兵隊の一員となり、少将となった。1774年から1776年にニューヨークの代表として大陸会議に出席した。1789年、新憲法の下の最初の選挙で、反連邦党公認でアメリカ合衆国下院議員に選出され、1789年3月4日から1791年3月3日まで務めた。1808年にはニューヨーク州上院議員に戻った。

## 栄誉
ウィリアム・フロイドに因む幾つかの場所や施設がある。
- 現在のブルックヘイブン町のウィリアム・フロイド教育学区、ウィリアム・フロイド小学校、ウィリアム・フロイド中学校および、ウィリアム・フロイド高校がある。
- ブルックヘイブン町の郡道ウィリアム・フロイド・パークウェイ
- オナイダ郡フロイド町。フロイド将軍はその死の前に現在のオナイダ郡ウエスターンビルに転居した。ウエスターンビル墓地にある墓所は簡素な石の銘盤で示されている。
- オナイダ郡ホランド・パテント教育学区にあるウィリアム・フロイド将軍小学校

フロイドの子孫には撮影監督のフロイド・クロスビーおよびロックシンガーのデビッド・クロスビーがいる。2代離れたふた従兄弟にはエイブラハム・リンカーンがいた。